# Isla Magüeyes
Isla Magüeyes is een klein eilandje met een oppervlak van 7,2 hectare (0,072 km2) dat zich op een afstand van slechts 50 m van de zuidwestkust van Puerto Rico bevindt en bij de gemeente Lajas is ingedeeld. Het eiland is omgeven door mangroven en heeft landinwaarts een droog habitat met een begroeiing die onder meer uit agave bestaat. Het ontleent zijn naam aan de aanwezigheid van een groot aantal honderdjarige aloëplanten (Agave americana) die in het Spaans magüey (meervoud: magüeyes) worden genoemd. Het eiland wordt bijna geheel omgeven door koraalrif.
Aan de westkant van het eiland bevinden zich enkele gebouwen van het Department of Marine Sciences, Universiteit van Puerto Rico in Mayagüez (UPR-Mayagüez). In die regio van de Atlantische Oceaan is UPR-Mayagüez het belangrijkste onderzoekscentrum voor tropische mariene wetenschappen vanwege zijn ligging, onderzoeksfaciliteiten en het niveau van de onderzoekers. Tot de onderzoeksfaciliteiten horen die van het Water Resources and Environmental Research Institute van Puerto Rico, Caribbean Coral Reef Institute (CCRI), Research and Development Center, Agricultural Research Station en de Caribbean Atmospheric Research Center (ATMOSCarib).

## Fauna
Op het eiland bevindt zich een kolonie vrij rondlopende verwilderde Cubaanse rotsleguanen (Cyclura nubila) die vrijgelaten zijn uit een voormalige dierentuin die in de jaren vijftig is gesloten op het eiland. Hoewel de Cubaanse rotsleguaan een bedreigde diersoort is die een beschermde status heeft in de Verenigde Staten, wordt overwogen de populatie van het eiland te verwijderen, of sterk te terug te brengen, omdat deze leguanensoort wordt beschouwd als een invasieve soort. Omdat honden, katten en de meeste toeristen van Isla Magüeyes worden geweerd om de leguanen te beschermen, is het eiland uitgegroeid tot een officieuze vrijplaats voor vogels, waar de bruine pelikaan, de koereiger en andere reigersoorten regelmatig worden gesignaleerd.
De leguanenkolonie op het eiland is als controlegroep gebruikt voor verschillende experimenten in het kader van onderzoek naar diercommunicatie en evolutie.